# Corti de Le meravigliose disavventure di Flapjack
I corti della serie animata Le meravigliose disavventure di Flapjack, composti da 5 episodi, sono stati trasmessi negli Stati Uniti, da Cartoon Network, dal 27 luglio al 24 agosto 2007.
| nº | Titolo originale   | Prima TV USA   |
| -- | ------------------ | -------------- |
| 1  | Flagship           | 27 luglio 2007 |
| 2  | Fishmonger         | 3 agosto 2007  |
| 3  | Sea Sick           | 10 agosto 2007 |
| 4  | I Flushy my Brushy | 17 agosto 2007 |
| 5  | Starry Night       | 24 agosto 2007 |

## Flagship
Flapjack, usando delle bandierine di segnalazione per le navi, dirotta un veliero, facendolo affondare, e finisce per far colare a picco anche Baia Tempestalunga.

## Fishmonger
Mentre Capitan Scrocchio contratta animosamente con un pescivendolo, Flapjack fa uno spettacolo, imitandoli con i pesci, e guadagna tante monete da permettersi il pesce più costoso.

## Sea Sick
Flapjack, quando tenta di nuotare in mare, viene sempre buttato fuori da un'onda. Capitan Scrocchio gli dice che il mare è "malato", perciò il ragazzo getta in acqua una cassa di medicinali del Dottor-Barbiere. Alla fine si scopre che Flapjack veniva ributtato sulla banchina perché si tuffava sempre su un tritone.

## Starry Night
Flapjack, durante una notte stellata, continua a chiedere al capitano, il nome delle costellazioni. Lui, inventandosi il "Pirata Felice" ed il "Pirata Sonnacchioso", sbraita che vuole dormire. Flapjack vede una stella cadente, ed esprime il desiderio che Scrocchio dorma, e così accade. Il corto finisce con Flapjack che grida "Capitanooooo", e Scrocchio che si mette a piangere.